# Гарднервил (Невада)
Гарднервил (енгл. Gardnerville) насељено је место без административног статуса у америчкој савезној држави Невада.

## Демографија
По попису из 2010. године број становника је 5.656, што је 2.299 (68,5%) становника више него 2000. године.
| Група             | 2000.         | 2010.         |
| Белци             | 2.822 (84,1%) | 4.507 (79,7%) |
| Афроамериканци    | 15 (0,4%)     | 21 (0,4%)     |
| Азијати           | 43 (1,3%)     | 115 (2,0%)    |
| Хиспаноамериканци | 397 (11,8%)   | 822 (14,5%)   |
| Укупно            | 3.357         | 5.656         |